# Wapen van Wommels

Wapen van Wommels

Het wapen van Wommels is het dorpswapen van het Nederlandse dorp Wommels, in de Friese gemeente Súdwest-Fryslân. Het wapen werd in 2000 geregistreerd.

## Beschrijving
De blazoenering van het wapen luidt als volgt:
Driemaal getand doorsneden; I in goud een vijfbladige roos tussen twee zwarte Sint Jacobsschelpen; II in groen met in de schildvoet een liggende zilveren wassenaar, van boven vergezeld van drie naast elkaar geplaatste ballen, eveneens van zilver.
De heraldische kleuren zijn: azuur (blauw), zilver (zilver), goud (goud),  sabel (zwart) en keel (rood).

## Symboliek
- Groene veld: staat voor het grasland rond het dorp. De punten van het groene veld staan zowel voor de terp van Wommels als voor de verschillende terpen in de omgeving van het dorp.[3]
- Gouden veld: de kleur is ontleend aan de wapens van de geslachten Van Jongema en Van Hottinga die in het dorp stinzen bewoonden.[3]
- Zwarte schelp: afkomstig van het wapen van de familie Van Hottinga.[3]
- Rode roos: afgebeeld op het wapen van de Jongema's.[3]
- Halve maan: terug te vinden op het wapen van de familie Van Sminia.[3]
- Drie ballen: symboliseren kaatsballen en vormen daarmee een verwijzing naar de Freulepartij, een kaatspartij in het dorp.[3]

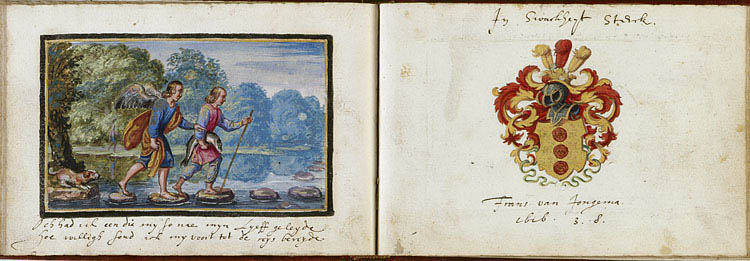
Het wapen van Frans van Jongema.
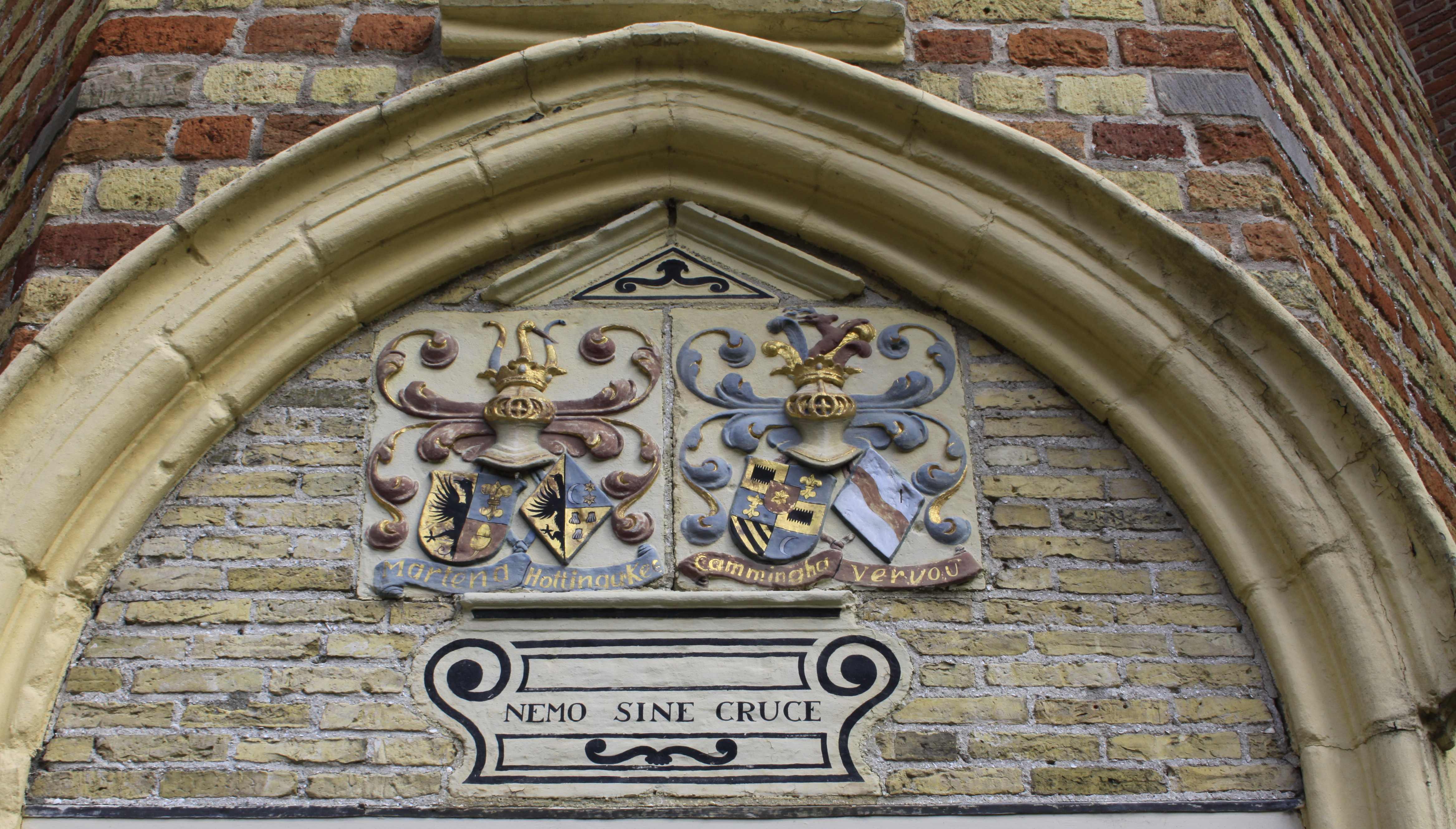
Het wapen van de familie Hottinga van Kee (tweede van links).
Het wapen van de familie Van Sminia.
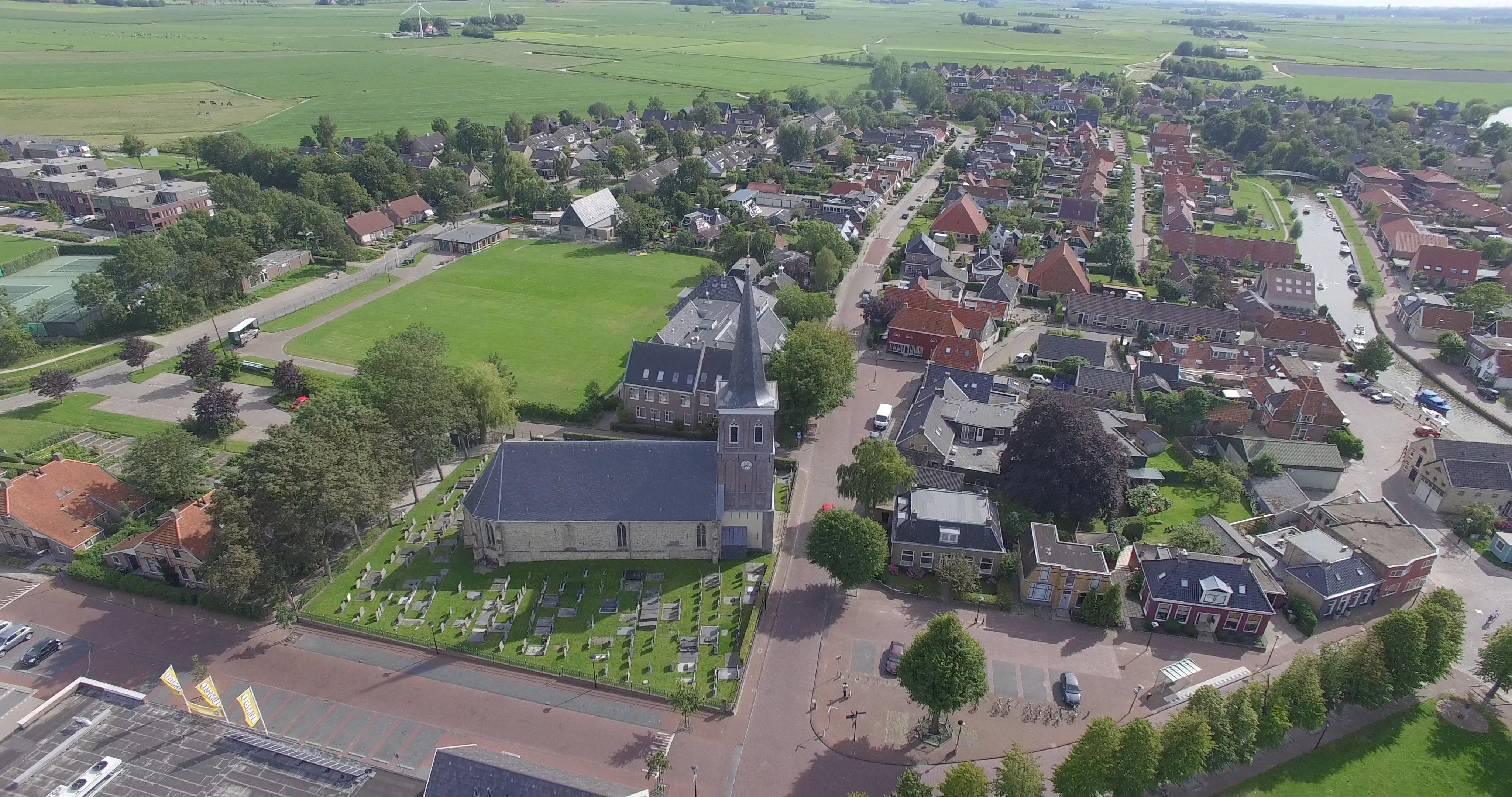
De Jacobikerk van Wommels met daarachter het kaatsveld.

## Zie ook

Vlag van Wommels